# Localization Industry Standards Association
Localization Industry Standards Association (LISA) — международная некоммерческая ассоциация, объединяющая клиентов и поставщиков услуг по глобализации и локализации. Занимавшаяся, среди прочего, разработкой стандартов в области локализации. Регулярно проводила международные конференции для обмена опытом и выработки согласованных стратегий в секторе услуг по локализации. Среди членов ассоциации были такие крупные корпорации, как Adobe, Cisco, Hewlett-Packard, IBM, McAfee, Nokia, Novell, Xerox и др. Штаб-квартира ассоциации располагалась в Швейцарии.
LISA была образована в 1990 году с целью оказания помощи компаниям и отдельным лицам в обмене опытом и создании сообщества лиц, участвующих в процессах, необходимых для адаптации продуктов под местные рынки.
По состоянию на 28 февраля 2011 года ассоциация объявлена неплатежеспособной. По итогам внеочередного заседания Генеральной ассамблеи и голосования 21 апреля 2011 года LISA распущена, а стандарты LISA размещены в общем доступе. Ликвидатор активов ассоциации — компания Société Fiduciaire Zemp & Associés, Sàrl (Женева).
Технические материалы LISA в настоящее время опубликованы GALA (Globalization and Localization Association)
Несмотря на ликвидацию, некоторые определения и методы, разработанные LISA, продолжают использоваться, например, LISA Scorecard.